# Гостилеле
Гостилеле (рум. Gostilele) насеље је у Румунији у округу Калараш у општини Фундуља. Oпштина се налази на надморској висини од 68 m.

## Становништво
Према подацима из 2002. године у насељу је живело 804 становника, од којих су сви румунске националности.